# Jeff Labes
Jean-François Labes (15 ottobre 1942) è un attivista francese, secondo presidente dell'Unione europea dei sordi, dal 1989 al 1990.
Nel 1970 aveva partecipato al ballo della compagnia di danze popolari di Ginette Baccon con Chantal Liennel, Victor Abbou e gli altri sordi. Intorno al 1988, Jean-François è stato vicepresidente della Federazione nazionale dei sordi di Francia e presidente dell'Unione europea dei sordi dal 1989 al 1999. Nel 1994 ha fondato la scuola di lingua dei segni francese nel 1994. Nel 2011 è stato eletto per due anni presidente del Comitato di coordinamento degli sportivi sordi di Francia. È stato poi nominato membro del Comitato direttivo di Handisport nel 2013-2016. Nel gennaio 2016 è stato eletto alla carica di Presidente dell'Unione Nazionale per l'Integrazione Sociale dei Sordi.